# Iakovîci, Volodîmîr-Volînskîi
Iakovîci (în ucraineană Яковичі) este un sat în comuna Berezovîci din raionul Volodîmîr-Volînskîi, regiunea Volînia, Ucraina.

## Demografie
Componența lingvistică a localității Iakovîci
     Ucraineană (98,45%)
     Alte limbi (0,52%)
Conform recensământului din 2001, majoritatea populației localității Iakovîci era vorbitoare de ucraineană (98,45%), existând în minoritate și vorbitori de alte limbi.